# Provincia de Denizli
Denizli İli es una de las 81 provincias de Turquía. Ubicada en Anatolia occidental, linda con las provincias (iller) de Uşak por el norte, Burdur, Isparta y Afyon por el este, Aydın y Manisa por el oeste, y Muğla por el sur.

## Distritos
Los distritos (en turco ilçeler) y su población al 31 de diciembre de 2021:
- Población: 1 051 056 
  - Acıpayam: 55 141
  - Babadağ: 6040
  - Baklan: 5387
  - Bekilli: 6464
  - Beyağaç: 6263
  - Bozkurt: 12 192
  - Buldan: 26 781
  - Çal: 18 107
  - Çameli: 17 749
  - Çardak: 8578
  - Çivril: 60 362
  - Ciudad de Denizli: 677 072
    - Merkezefendi: 329 451
    - Pamukkale: 347 621

  - Güney: 9506
  - Honaz: 34 103
  - Kale: 19 396
  - Sarayköy: 30 696
  - Serinhisar: 14 349
  - Tavas: 42 506

## Geografía
La provincia de Denizli pertenece a la región de Egeo, entre los 28°30' y los 29°30' de longitud E, y los 37°12′ y los 38°12′ de latitud N. Entre el 28 y el 30% de la superficie corresponde a planicies, 25% es una meseta elevada, y 47% es terreno montañoso. El monte Honaz es la mayor elevación de la provincia, y de Anatolia occidental, con 2571 metros s.n.m. La montaña Babadağ (Montaña Padre) en la cordillera Mentes alcanza los 2308 m. El lago Acıgöl es la mayor superficie lacustre de la provincia, y de él se extraen sales de uso industrial (sulfato de sodio). Al oeste de Sarayköy hay una surgente termal que comparte las nacientes del río Büyük Menderes. El agua de este manantial contiene bicarbonatos y sulfatos. Actualmente existe una planta de producción de energía eléctrica de fuente geotérmica, que aprovecha un 11% de la energía de la fuente. Otro manantial geotérmico en Kızıldere alcanza temperaturas de 200 °C.

## Clima
En general, predomina el clima templado típico de la región del Egeo. Sin embargo, a medida que se asciende, el clima se endurece. No son infrecuentes en verano temperaturas del orden de 40 °C, y de -10 °C en invierno. Hay precipitaciones durante unos 80 días por año, mayormente en invierno.

## Historia
Es común hallar en Denizli trazas de culturas prehistóricas, así como evidencias de culturas prehititas y del Imperio Hitita. También han quedado ruinas de las civilizaciones frigia, lidia y persa. Abundan las trazas de asentamientos de la Grecia antigua, a partir del tiempo de Alejandro Magno; yacimientos arqueológicos particularmente interesantes son las antiguas ciudades de Laodicea, a unos 6 km al norte de Denizli, cerca de Eskihisar, y Hierápolis (Patrimonio de la Humanidad). Con la expansión del Imperio romano, ambas ciudades cayeron bajo control de Roma, y al dividirse el Imperio en 395 quedaron como frontera del Imperio romano de Oriente. Aún hoy, la Iglesia de Laodicea (una de las siete mencionadas como destinatarias del Libro de la Revelación) es un importante centro de peregrinaje, y ya lo era en tiempos precristianos.
Los turcos aparecen en la zona alrededor de 1070, época en que Afsyn bey, a las órdenes del Sultán selyúcida Alp Arslan, invade la región. La segunda y tercera Cruzadas intentaron cruzar a través de Denizli. Luego de que los turcos establecieran su dominio, el asentamiento existente en Laodicea se movió en parte hacia el sur y se desarrolló en el terreno de la actual ciudad de Denizli, garnatizándose el suministro de agua a través de un acueducto construido con tubos de piedra. El nombre de Laodicea mutó ligeramente a Ladik; con el traslado al nuevo sitio, el nombre fue transformándose gradualmente en Tonguzlu, Tonuzlu, Tenguzlug, Donuzlu; hasta llegar al actual Denizli (literalmente, con mar, aunque la ciudad está situada tierra adentro).
El viajero turco Evliya Çelebi, que visitó la ciudad hace unos 300 años, ha dejado un preciso relato:
La ciudad se llama así porque hay varios ríos y lagos alrededor de ella. De hecho, está a cuatro días de camino del mar. Su fortaleza es de forma cuadrada, construida en un lugar llano. No tiene fosos. Su periferia tiene una longitud de 470 pasos. Tiene cuatro puertas. Estas son: la puerta de los pintores al Norte, la de los fabricantes de monturas al Este, la de la Mezquita nueva al Sur, y la de los viñedos al Oeste. Hay unos cincuenta guardias armados en la fortaleza. La ciudad principal rodea la fortaleza, y tiene 44 distritos y 3600 casas. Hay 57 mezquitas grandes y pequeñas, y masjids de distrito, siete madrasas, siete escuelas para niños, seis baños y diecisiete alojamientos para derviches...
Después de la Primera Guerra Mundial, cuando el ejército griego llegó a Esmirna el 15 de mayo de 1919, Denizli se convirtió en uno de los primeros centros de la resistencia turca. Fuerzas de milicianos nutridas de un gran número de campesinos de la zona y comandadas por Yörük Ali y Demirci Efes se desplegaron en el frente del Menderes. Reforzadas por tropas regulares del ejército turco, repelieron a las fuerzas griegas y Denizli permaneció bajo control turco hasta el fin de la Guerra de Independencia Turca en 1922.

## Sitios de interés
Además de las ciudades helenísticas de Laodicea, Hierápolis (ambas ya mencionadas) y Tripolis, otros sitios destacados incluyen:
- Colosas

No existe información precisa sobre la antigua ciudad de Colosas, en las laderas bajas de la montaña Honaz, a unos 3 km al norte del pueblo de Honaz. Colosas fue destruida por un terremoto, como otras ciudades antiguas de la región, y solo unos pocos restos han llegado hasta nuestro tiempo. Se conoce que una ciudad llamada Khonae había sido establecida en la actual ubicación de Honaz durante la época bizantina. Hay además en Honaz una fortaleza selyúcida, y la mezquita de Murat que se remonta al reinado del Sultán otomano Murad II (1404-1451).
- Beycesultan

Entre 1953 y 1959, excavaciones llevadas a cabo por los arqueólogos británicos Seton Lloyd y James Mellaart en Beycehöyük, 6 km al sur de la ciudad de Çivril, descubrieron artefactos de la Edad de Cobre que se remontan al 3000 a. C. Se supone que Beycehöyük fue el centro del reino Arzawa del Imperio Hitita. Posteriormente, frigios, carios, lidios, persas y macedonios pasaron por la región, aunque pocas trazas quedan de su paso. Se supone que los artefactos encontrados en túmulos y rocas hallados en la granja Yavuzca, a 20km de Çivril, son de la civilización frigia. La tumba de Beyce Höyük es de época selyúcida.
- Caravanserai de Akhan

El caravanserai selyúcida de Akhan, a unos 6 km de la ciudad de Denizli sobre la ruta a Ankara, que se conserva en gran parte, fue construido por Karasungur ibn Abdullah entre 1253 y 1254.
- Caravanserai de Hanabat

El caravanserai de Çardak Hanabat fue construido por Esedüddin Ayaz durante el reinado del sultán selyúcida Alaattin Keykubat.
- Puente Ahmetli

El puente Ahmetli sobre el río Büyük Menderes, a 15 km de la aldea de Sarayköy, se remonta a tiempos romanos. La sección media del puente fue volada durante la Guerra Greco-Turca de 1919-22, y reconstruida en hormigón posteriormente.